# Сухань (гмина)
Сухань (пол. Suchań) — гмина (волость) в Польше, входит как административная единица в Старгардский повет, Западно-Поморское воеводство. Население — 4302 человека (на 2005 год).